# میئو
میئو (به ژاپنی: 明応 Meiō) نام یک عصر تاریخی ژاپنی بود. این عصر بعد از انتوکو (دوره) و قبل از بونکی قرار داشت و از ژوئیه ۱۴۹۲ تا فوریه ۱۵۰۱ میلادی به طول انجامید. در طی این عصر امپراتور گو-تسوتشیمیکادو و امپراتور گو-کاشیوابارا امپراتور ژاپن بودند.